# Anthurium podophyllum
Anthurium podophyllum är en kallaväxtart som först beskrevs av Adelbert von Chamisso och Diederich Franz Leonhard von Schlechtendal, och fick sitt nu gällande namn av Carl Sigismund Kunth. Anthurium podophyllum ingår i släktet Anthurium och familjen kallaväxter. Inga underarter finns listade.